# Neritopsis atlantica
Neritopsis atlantica is een slakkensoort uit de familie van de Neritopsidae. De wetenschappelijke naam van de soort is voor het eerst geldig gepubliceerd in 1973 door Sarasúa.